# Musikpavillon (Biel)

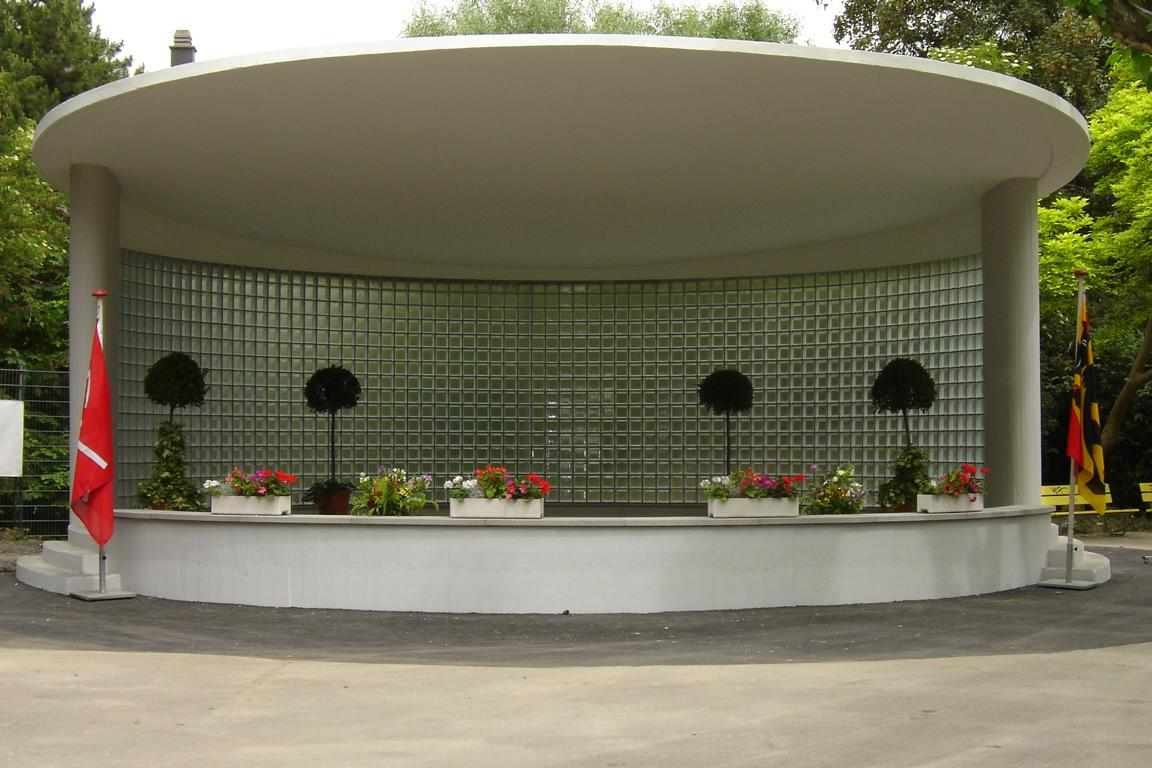
Musikpavillon Stadtpark (2006)

Der Musikpavillon, Bubenberg-Strasse 55 in Biel im Kanton Bern in der Schweiz wurde 1936 von Walter Sommer im Stil der «Bieler Moderne» errichtet und steht als Kulturgut unter Denkmalschutz. Es wurde 2006 von 123architekten GmbH saniert.

## Lage

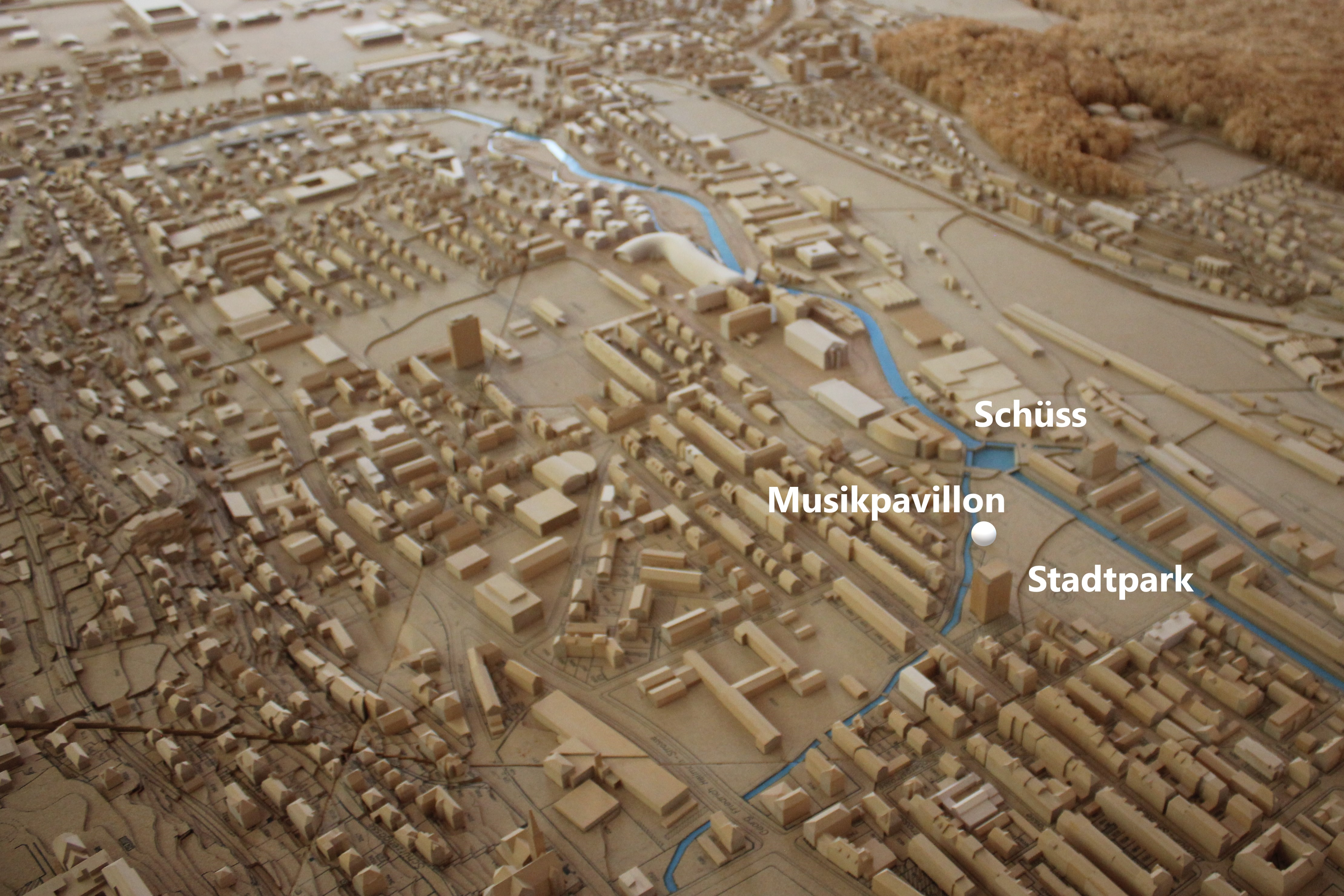
Lage Musikpavillon im Stadtmodell (2022)

Der Pavillon liegt am Ende eines Weges in Fortsetzung der Logengasse im 1924 angelegten Stadtpark an der Bubenberg-Strasse.

## Geschichte
Der Stadtpark war von 1871 bis 1904 ein städtischer Friedhof und wurde danach im Stil eines englischen Landschaftsgartens umgestaltet. Das als Teil der Bieler Moderne 1936 geschaffene Rundbauwerk für Sommerkonzerte war über die Jahre stark heruntergekommen. Die rückwärtige Glasbausteinwand war stark geschädigt und mit einer bemalten Holzverkleidung versehen worden. Der Pavillonbau aus Beton wurde 2006 für 400'000 CHF einer umfangreichen Betonsanierung unterzogen, und die rückwärtige Glasbausteinwand wurde neu aufgebaut, so dass die Leichtigkeit des Ursprungsentwurfes wieder zur Geltung kommt.
Der Pavillon wurde 2003 rechtswirksam im Bauinventar des Kantons als «schützenswert» verzeichnet und mit Vertrag vom 7. Januar 2007 geschützt.

## Beschreibung

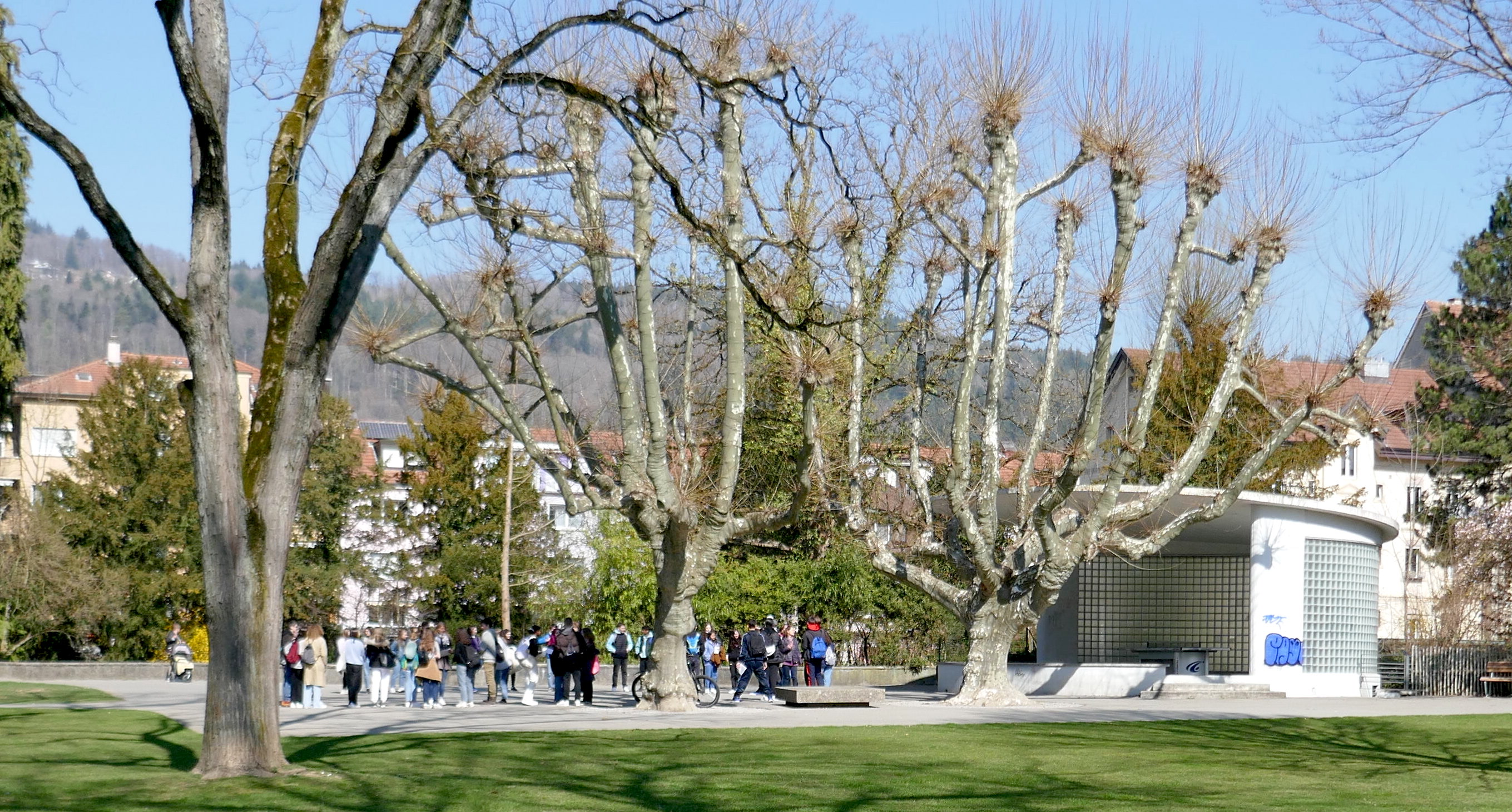
Musikpavillon mit Umgebung (2022)

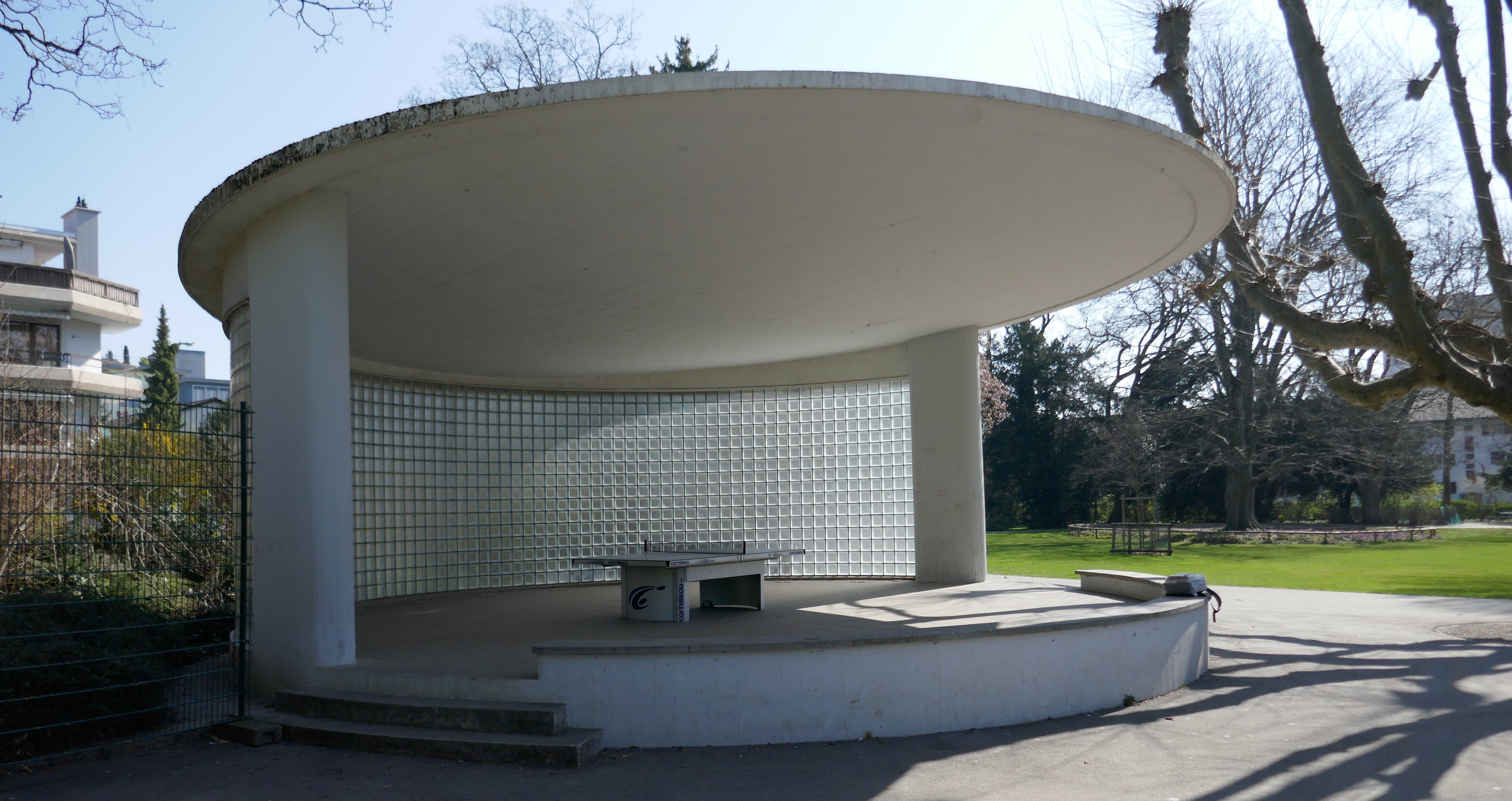
Musikpavillon (2022)

Der Musikpavillon wurde als Stahlbeton-Rundbau errichtet und verfügt über ein dünnschaliges, sich zum Auditorium hin öffnendes Flachdach. Das erhöhte Podium wurde durch eine niedrige Mauer mit einer Abdeckung aus abgerundeten, mattgelben Kunststeinplatten abgeschlossen. Der Bau verfügt über eine klare Form. Die seitlichen Stützpfeiler wurden abgerundet gestaltet.